# Luigi Vannicelli Casoni
Luigi Vannicelli Casoni, italijanski rimskokatoliški duhovnik, škof in kardinal, * 16. april 1801, Amelia, † 21. april 1877.

## Življenjepis
23. decembra 1839 je bil povzdignjen v kardinala in pectore.
24. januarja 1842 je bil ponovno povzdignjen v kardinala in imenovan za kardinal-duhovnika S. Callisto; pozneje (4. oktobra 1847) še za S. Prassede.
20. maja 1850 je bil imenovan za nadškofa Ferrare.